# Список номинантов на премию «Большая книга» 2013 года
Список номинантов на премию «Большая книга», попавших в длинный список (лонг-лист) премии «Большая книга» в сезоне 2012—2013 года.
Список представлен в следующем виде — Победители, Список финалистов (кроме Победителей), Длинный список (кроме Победителей и Списка финалистов). Для каждого номинанта указано название произведения, а для рукописей — их авторы (по возможности).

## Победители
1. Водолазкин Евгений — роман «Лавр», Первое место, Приз читательских симпатий (третье место)
2. Беляков Сергей — биография Льва Гумилёва «Гумилев сын Гумилева», Второе место, Приз читательских симпатий (второе место)
3. Буйда Юрий — роман «Вор, шпион и убийца», Третье место
4. Евгений Евтушенко — Специальная премия «За вклад в литературу»

## Список финалистов
1. Волос Андрей — «Возвращение в Панджруд»
2. Данилов Дмитрий — «Описание города»
3. Кантор Максим — «Красный свет»
4. Кучерская Майя — «Тетя Мотя», Приз читательских симпатий (первое место)
5. Левенталь Вадим — «Маша Регина»
6. Матвеева Анна — «Подожди, я умру - и приду»
7. Понизовский Антон — «Обращение в слух»
8. Терехов Александр — «Немцы»

## Длинный список
1. Архангельский Александр — «Музей революции»
2. Байтов Николай — «Ангел-Вор»
3. Березин Владимир — «Последний мамонт»
4. Вотрин Валерий — «Логопед»
5. Ганиева Алиса — «Праздничная гора»
6. Гордин Яков — «Алексей Ермолов: Солдат и его империя»
7. Гуцко Денис — «Бета-самец»
8. Драгунский Денис — «Архитектор и монах»
9. Дубнова Мария — «В тени старой шелковицы»
10. Есипов Валерий — «Шаламов»
11. Иличевский Александр — «Город заката»
12. Климонтович Николай — «Степанов и Князь»
13. Макарова Елена — «Фридл»
14. Моторов Алексей — «Юные годы медбрата Паровозова»
15. Муравьева Надежда — «Одигитрия»
16. Николаева Олеся — «Меценат»
17. Попов Евгений — «Арбайт: Широкое полотно»
18. Роднина Ирина — «Слеза чемпионки»
19. Сафиев Надир — «Повести арбатского жильца»
20. Сахновский Игорь — «Острое чувство субботы»
21. Столяров Андрей — «Обратная перспектива»
22. Сулес Евгений — «Сто грамм мечты»
23. Хемлин Маргарита — «Дознаватель»
24. Шерга Екатерина — «Подземный корабль»
25. Рукопись № 157 — «Наблюдающий ветер»